# Dennstaedtia novae-zelandiae
Dennstaedtia novae-zelandiae, vrsta papratnjače iz porodice Dennstaedtiaceae. To je endem sa Novog Zelanda nekada uključivan u u monotipični rod Leptolepia) 

## Sinonimi
- Acrophorus hispidus T.Moore; Proc. Linn. Soc. 2: 286 (1854)
- Davallia novae-zelandiae Colenso; Tasmanian J. Nat. Sci. 2: 182 (1844)
- Leptolepia novae-zelandiae (Colenso) Kuhn; Festschr. 50jähr. Jubiläum Königst. Realschule zu Berlin [Chaetopt.] 348 (1882)
- Leptolepia novae-zelandiae (Colenso) Mett. ex Diels; Engl. & Prantl, Nat. Pflanzenfam. 1(4): 212, f. 115(A,B) (1899)
- Microlepia novae-zealandiae (Colenso) J.Sm.; Cat. Kew Ferns (1856)